# Gangland
Gangland er en dokumentarserie som sendes på History Channel. Gangland udforsker Amerikas mest notoriske, farligste og voldsomste gadebander og deres historie. Serien havde premiere den 1. november 2007 med et specialafsnit om den voksende fængselsbande Aryan Brotherhood.

## Afsnit
| Sæsoner | Sæsoner | Afsnit       | Dato      | Sæsonpremiære      | Sæsonfinale        |
| ------- | ------- | ------------ | --------- | ------------------ | ------------------ |
|         | 1       | 13 + Special | 2007–2008 | 1. november 2007   | 31. januar 2008    |
|         | 2       | 12           | 2008      | 13. marts 2008     | 12. juni 2008      |
|         | 3       | 12           | 2008      | 12. september 2008 | 4. december 2008   |
|         | 4       | 12           | 2009      | 5. februar 2009    | 30. april 2009     |
|         | 5       | 12           | 2009      | 28. maj 2009       | 13. august 2009    |
|         | 6       | 13           | 2009-2010 | 5. november 2009   | 30. april 2010     |
|         | 7       | 13           | 2010      | 7. maj 2010        | 24. september 2010 |

### Sæson 1
| Afsnit | Titel               | Bande                                     | Dato              |
| ------ | ------------------- | ----------------------------------------- | ----------------- |
| 1x00   | Aryan Brotherhood   | Aryan Brotherhood                         | 1. november 2007  |
| 1x01   | American Gangster   | Frank Lucas og Nicky Barnes (The Council) | 1. november 2007  |
| 1x02   | You Rat,You Die     | MS13                                      | 8. november 2007  |
| 1x03   | Code of Conduct     | Mexican Mafia                             | 15. november 2007 |
| 1x04   | Behind Enemy Lines  | Hells Angels                              | 28. november 2007 |
| 1x05   | Race Wars           | Los Angeles                               | 8. december 2007  |
| 1x06   | Kings of New York   | Latin Kings                               | 13. december 2007 |
| 1x07   | Stone to the Bone   | Black P. Stones                           | 20. december 2007 |
| 1x08   | Hate Nation         | W.A.R., Hammerskins                       | 27. december 2007 |
| 1x09   | Gangster City       | Gangster Disciples                        | 3. januar 2008    |
| 1x10   | Blood In, Blood Out | Nuestra Familia                           | 10. januar 2008   |
| 1x11   | Basic Training      | Bande som infiltrerar USA:s militär       | 17. januar 2008   |
| 1x12   | Blood Oath          | United Blood Nation (Bloods)              | 24. januar 2008   |
| 1x13   | Root of All Evil    | MS13                                      | 31. januar 2008   |

### Sæson 2
| Afsnit | Titel                  | Bande                          | Dato           |
| ------ | ---------------------- | ------------------------------ | -------------- |
| 2x01   | Maniacal               | Maniac Latin Disciples         | 13. marts 2008 |
| 2x02   | Deadly Triangle        | Joe Boys, Wah Ching, Wo Hop To | 20. marts 2008 |
| 2x03   | Biker Wars             | Outlaws                        | 27. marts 2008 |
| 2x04   | Texas Terror           | Texas Syndicate                | 3. april 2008  |
| 2x05   | Crip Or Die            | Crips                          | 10. april 2008 |
| 2x06   | Lords of the Holy City | Vice Lords                     | 1. maj 2008    |
| 2x07   | Murder by Numbers      | 18th Street Gang               | 8. maj 2008    |
| 2x08   | Mongols Nation         | Mongols nation                 | 15. maj 2008   |
| 2x09   | Gangster, Inc.         | Gangster Disciples             | 22. maj 2008   |
| 2x10   | One Blood              | Bloods                         | 29. maj 2008   |
| 2x11   | Sin City               | Bande i Las Vegas              | 5. juni 2008   |
| 2x12   | From Girl to Gangster  | Kvindelige Crips/Bloods        | 12. juni 2008  |

### Sæson 3
| Afsnit | Titel                     | Bande                               | Dato               |
| ------ | ------------------------- | ----------------------------------- | ------------------ |
| 3x01   | Death in Dixie            | La Gran Familia                     | 12. september 2008 |
| 3x02   | California Killing Fields | Tiny Raskal Gang, Asian Boyz        | 19. september 2008 |
| 3x03   | The Devil's Playground    | Satan Disciples                     | 26. september 2008 |
| 3x04   | Blood in the Streets      | Los Solidos                         | 3. oktober 2008    |
| 3x05   | From Heaven to Hell       | Crips i Salt Lake City              | 10. oktober 2008   |
| 3x06   | Bandido Army              | Bandidos                            | 17. oktober 2008   |
| 3x07   | Menace of Destruction     | Menace of Destruction, White Tigers | 24. oktober 2008   |
| 3x08   | Rage Against Society      | Friends Stand United                | 31. oktober 2008   |
| 3x09   | Paid in Blood             | Warlocks                            | 7. november 2008   |
| 3x10   | Die, Snitch, Die!         | Gotti Boyz                          | 21. november 2008  |
| 3x11   | To Torture or to Kill?    | Los Zetas                           | 28. november 2008  |
| 3x12   | All Hell Breaks Lose      | Zoe Pound fra Miami                 | 4. december 2008   |

### Sæson 4
| Afsnit | Titel               | Bande                                | Dato             |
| ------ | ------------------- | ------------------------------------ | ---------------- |
| 4x01   | Highway to Hell     | Avenues                              | 5. februar 2009  |
| 4x02   | Devil's Fire        | Pagans                               | 12. februar 2009 |
| 4x03   | Divide and Conquer  | Latin Kings                          | 19. februar 2009 |
| 4x04   | Kill 'Em All        | Best Friends                         | 2. marts 2009    |
| 4x05   | Kill Or Be Killed   | Love Murdering Gangsters             | 12. marts 2009   |
| 4x06   | Boys of Destruction | Boys of Destruction, Horseshoe Posse | 19. marts 2009   |
| 4x07   | Aryan Terror        | Aryan Brotherhood i Texas            | 26. marts 2009   |
| 4x08   | Silent Slaughter    | Sons of Silence                      | 2. april 2009    |
| 4x09   | Killing Snitches    | Hidden Valley Kings                  | 9. april 2009    |
| 4x10   | Everybody Killers   | Hoover Criminals                     | 16. april 2009   |
| 4x11   | Dead Man Inc.       | Dead Man Incorporated                | 23. april 2009   |
| 4x12   | Biker Wars 2        | Hells Angels og Mongols              | 30. april 2009   |

### Sæson 5
| Afsnit | Titel             | Bande                     | Dato            |
| ------ | ----------------- | ------------------------- | --------------- |
| 5x01   | Ice Cold Killers  | Crips i Anchorage, Alaska | 28. maj 2009    |
| 5x02   | Klan Of Killers   | Imperial Klans of America | 4. juni 2009    |
| 5x03   | Machete Slaughter | Trinitarios               | 11. juni 2009   |
| 5x04   | Blood River       | Barrio Azteca             | 18. juni 2009   |
| 5x05   | Hustle or Die     | Four Corner Hustlers      | 25. juni 2009   |
| 5x06   | Gangsta Killers   | Top 6                     | 2. juli 2009    |
| 5x07   | The Death Head    | Hells Angels              | 9. juli 2009    |
| 5x08   | Circle of Death   | Aryan Circle              | 16. juli 2009   |
| 5x09   | Dog Fights        | Bulldogs                  | 23. juli 2009   |
| 5x10   | Evil Breed        | The Breed MC              | 30. juli 2009   |
| 5x11   | Hunt and Kill     | Brown Pride               | 6. august 2009  |
| 5x12   | Deadly Blast      | Tango Blast               | 13. august 2009 |

### Sæson 6
Varken "Mile High Killers" eller "Public Enemy #1" är inkluderade på DVD releasen. Det var heller inget uppehåll mellan säsong sex og sju så listan nedanför är baserad på DVD skivornas säsongsindelning, vilka slutar med avsnittet 6x13 "Hell House".
| Afsnit | Titel              | Bande                                                           | Dato              |
| ------ | ------------------ | --------------------------------------------------------------- | ----------------- |
| 6x01   | Snitch Slaughter   | Vagos MC                                                        | 5. november 2009  |
| 6x02   | Trinity of Blood   | Tri-City Bombers, Texas Chicano Brotherhood                     | 12. november 2009 |
| 6x03   | Street Law         | Sureños i Atlanta                                               | 3. december 2009  |
| 6x04   | Skinhead Assault   | Volksfront                                                      | 10. december 2009 |
| 6x05   | Crazy Killers      | South Side Locos (Sureños) fra Oklahoma City                    | 17. december 2009 |
| 6x06   | Bloody South       | Gangster Killer Bloods aka G-Shine fra Columbia, South Carolina | 15. januar 2010   |
| 6x07   | Devils Disciples   | Devils Diciples MC (Folk Nation) fra Detroit                    | 22. januar 2010   |
| 6x08   | The Assassins      | Logan Heights i San Diego                                       | 19. februar 2010  |
| 6x09   | Mile High Killers  | North Side Mafia (Norteños) fra Denver, Colorado                | 5. marts 2010     |
| 6x10   | Beware The Goose!  | Galloping Goose MC                                              | 7. april 2010     |
| 6x11   | Sex, Money, Murder | Sex Money Murder (Bloods) fra Trenton, NJ                       | 14. april 2010    |
| 6x12   | Public Enemy #1    | Public Enemy No. 1                                              | 21. april 2010    |
| 6x13   | Hell House         | Sindicato Nuevo Mexico (New Mexico Syndicate)                   | 30. april 2010    |

### Sæson 7
| Afsnit | Titel                 | Bande                                          | Dato               |
| ------ | --------------------- | ---------------------------------------------- | ------------------ |
| 7x01   | Most Notorious        | Most Notorious Gangsters                       | 7. maj 2010        |
| 7x02   | Vendetta of Blood     | Lincoln Park Bloods fra San Diego, Californien | 14. maj 2010       |
| 7x03   | A Killer's Revenge    | Asian Boyz, Wah Ching                          | 21. maj 2010       |
| 7x04   | Wild Boyz             | Wild Boyz of Pine Ridge                        | 4. juni 2010       |
| 7x05   | Better Off Dead       | Ñetas a.k.a. Association Ñetas                 | 18. juni 2010      |
| 7x06   | Capitol Killers       | Mara Salvatrucha i Washington DC               | 25. juni 2010      |
| 7x07   | Clash of The Crips    | Crips i New York                               | 9. juli 2010       |
| 7x08   | Army of Hate          | Aryan Republican Army                          | 6. august 2010     |
| 7x09   | The Filthy Few        | Hells Angels MC fra Seattle                    | 13. august 2010    |
| 7x10   | Shoot to Kill         | Florencia 13 (Sureños) fra Los Angeles         | 20. august 2010    |
| 7x11   | Road Warriors         | Traveling Vice Lords (People Nation)           | 27. august 2010    |
| 7x12   | Valley of Death       | New Mexican Mafia                              | 17. september 2010 |
| 7x13   | Death Before Dishonor | Black Mafia Family                             | 24. september 2010 |